# دوکگو یونگجه
این یک نام کره‌ای است؛ نام خانوادگی جون است.  بر روی صحنه یا به صورت مستعار با  نام خانوادگی دوکگو شناخته‌ می‌شود.
دوکگو یونگجه (به کره‌ای: 독고영재)؛ زادهٔ ۱۳ دسامبر ۱۹۵۳) بازیگر سینما، بازیگر، و بازیگر تلویزیون اهل کشور کره جنوبی است. از فیلم‌هایی که وی در آنها بازی کرده‌است می‌توان به سریال دوستان (مجموعه تلویزیونی ۲۰۰۲) اشاره کرد.